# Tática de ataque e retirada

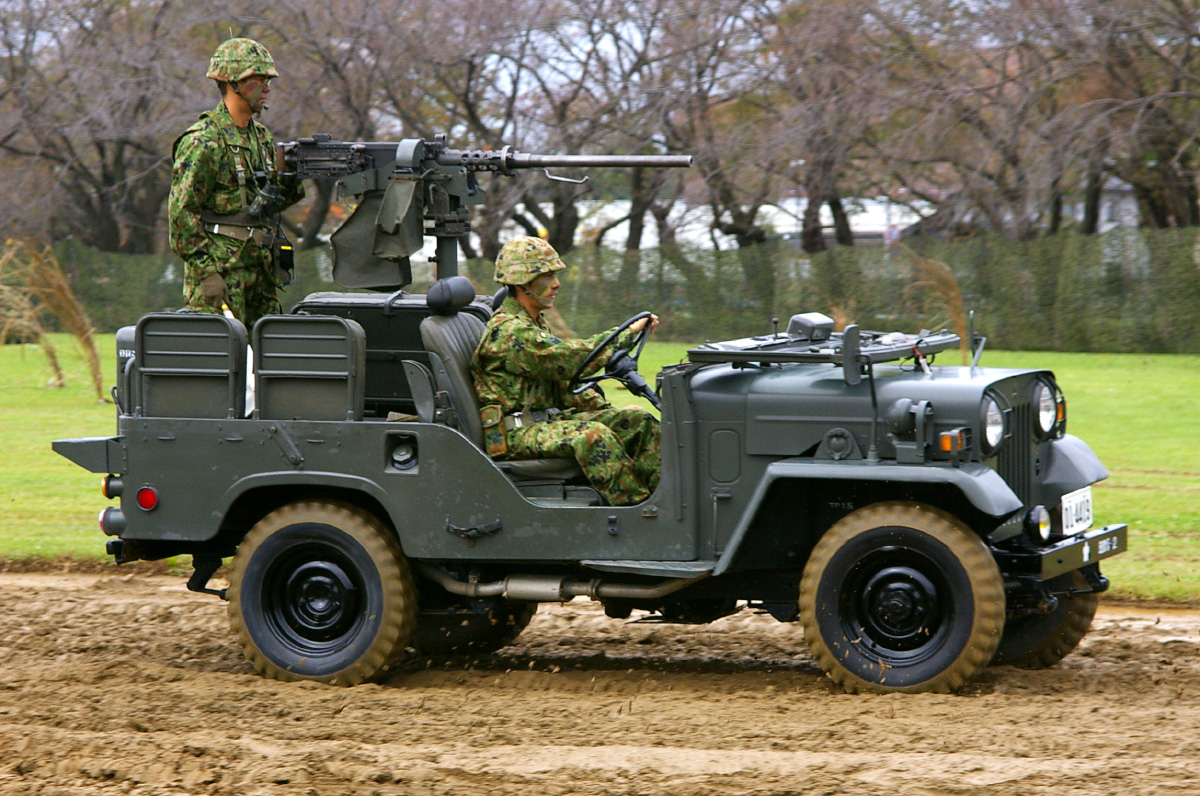
Um caminhão leve militar da Força Terrestre de Autodefesa do Japão armado com uma metralhadora pesada para operações de assédio antipessoal.

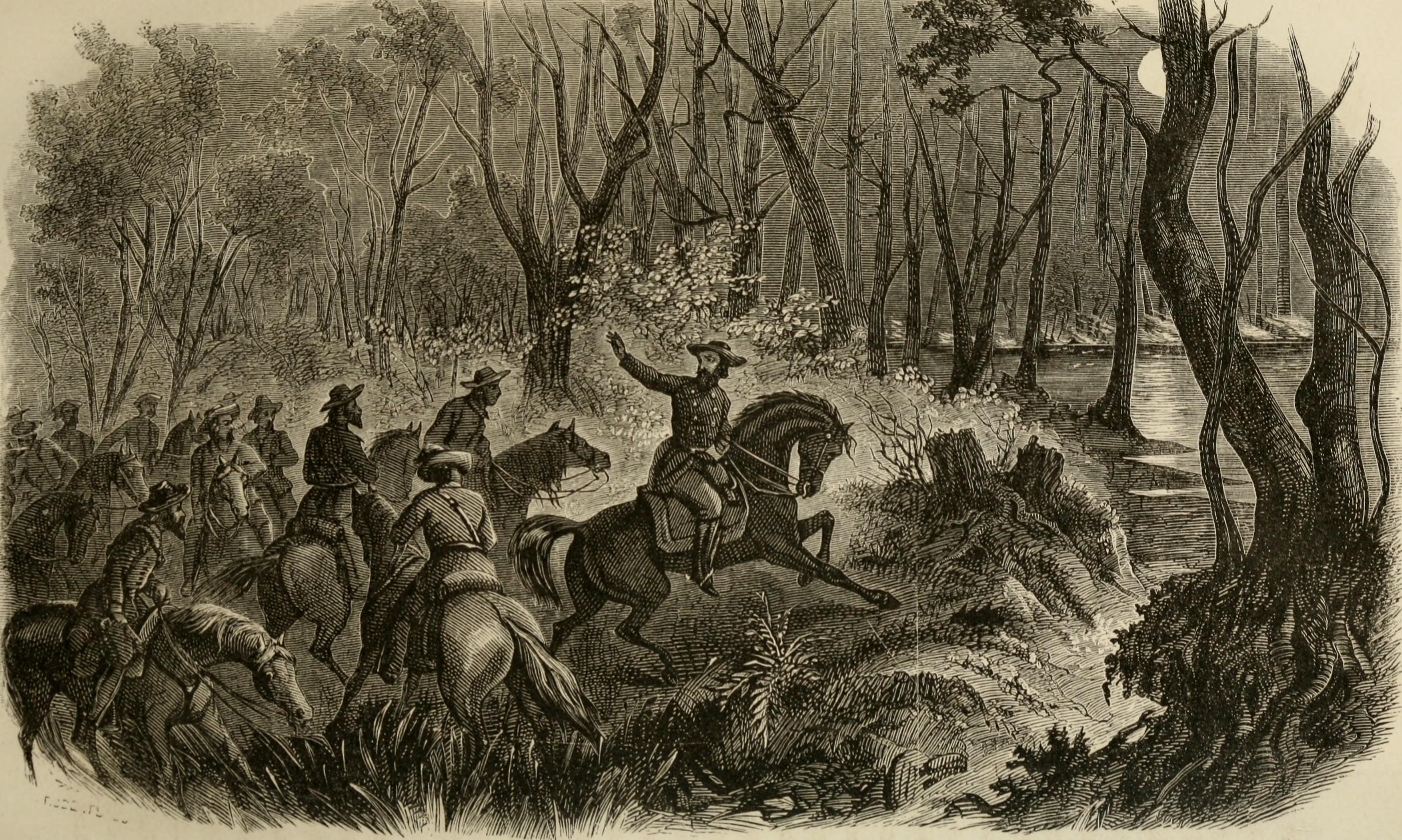
A cavalaria de Jeb Stuart realizou uma série de ataques ao redor do exército de George McClellan na Batalha dos Sete Dias usando táticas de ataque e retirada.

A Tática de ataque e retirada é uma doutrina tática que consiste em usar ataques surpresa curtos, recuar antes que o inimigo possa responder com força e manobrar constantemente para evitar o confronto total com o inimigo. O objetivo não é derrotar decisivamente o inimigo ou capturar território, mas enfraquecer as forças inimigas ao longo do tempo por meio de raides, assédio e escaramuças, limitando o risco às forças amigas. Tais táticas também podem expor as fraquezas defensivas do inimigo e obter um efeito psicológico na moral do inimigo.
O ataque e retirada é uma tática preferida quando o inimigo supera a força atacante e qualquer combate sustentado deve ser evitado, como a guerrilha, os movimentos de resistência militante e o terrorismo. No entanto, as forças do exército regular frequentemente empregam táticas de ataque e retirada em curto prazo, geralmente em preparação para um confronto posterior em grande escala com o inimigo, quando e onde as condições forem mais favoráveis. Exemplos destes últimos incluem ataques de comandos ou outras forças especiais, reconhecimento em força ou surtidas a partir de uma fortaleza, castelo ou outro ponto forte. Táticas de ataque e retirada também eram usadas pelos arqueiros a cavalo, com armas leves, típicos dos povos da estepe euroasiática, que se destacavam nelas. Isso é especialmente verdadeiro para tropas que não faziam parte de um grande exército (como grupos de reconhecimento), mas era comum vê-las empregadas dessa forma, mesmo como parte de uma força importante.

## Uso histórico
Os romanos encontraram essa tática pela primeira vez na Guerra Lusitana, na qual os lusitanos usaram a tática chamada concursare (“agitação”). Envolvia avançar contra as linhas inimigas, apenas para recuar após um breve confronto ou sem confronto, o que seria seguido por mais ataques em uma cadência semelhante. Os lusitanos obrigaram os exércitos romanos a quebrar a formação e a persegui-los, levando-os a armadilhas e emboscadas.
A vitória seljúcida sobre o Império Bizantino na Batalha de Manzicerta foi precedida por táticas de ataque e retirada da cavalaria seljúcida, que lançaram o exército bizantino na confusão e foram fatais quando este começou a recuar. Da mesma forma, os antigos arqueiros a cavalo partas e persas sassânidas abriram caminho para o ataque de seus catafractários, que alcançaram vitórias decisivas na Batalha de Carras e na Batalha de Edessa. O uso de táticas de ataque e retirada remonta ainda mais cedo aos citas nômades da Ásia Central, que as usaram contra o Império Persa Aquemênida de Dario, o Grande, e mais tarde contra o Império Macedônio de Alexandre, o Grande. O general turco Baibars também usou com sucesso o ataque e retirada durante a Batalha de Ain Jalut, a primeira derrota do Império Mongol em rápida expansão. Em grande desvantagem numérica na América do Norte, os franceses fizeram uso eficaz de ataques rápidos durante as várias Guerras Franco-Indígenas. Na Guerra de Independência da Turquia, os turcos lutaram contra os gregos com táticas de ataque e retirada antes de um exército regular ser criado. Os maratas sob o comando de Shivaji e seus sucessores também recorreram a táticas de ataque e retirada contra o Império Mughal.
Durante a Guerra do Vietnã, as forças Viet Cong usaram táticas de ataque e retirada com grande eficácia contra as forças militares dos EUA. A tática também foi usada no Afeganistão pelas forças rebeldes durante a Guerra Soviético-Afegã. Vários grupos insurgentes iraquianos também usaram táticas de ataque e retirada contra as forças de segurança iraquianas e as forças da coalizão lideradas pelos EUA no Iraque. Veículos de combate improvisados, chamados de “técnicos”, são frequentemente usados em tais operações.

## Em economia
O termo “ataque e retirada” também é usado em economia para descrever uma empresa que entra em um mercado para tirar vantagem de lucros anormais e depois sai. Essas táticas podem ser vistas em um mercado disputado.